# Merrill's Marauders (filme)
Merrill’s Marauders (bra: Mortos Que Caminham) é um filme estadunidense de 1962, dos gêneros aventura, drama e guerra, dirigido por Samuel Fuller, roteirizado pelo diretor, Milton Sperling baseado no livro The Marauders  de Charlton Ogburn Jr. , com música de Howard Jackson.

## Sinopse
Segunda Guerra Mundial, 1942, as atividades de uma unidade militar combatendo os japoneses nas selvas da Birmânia.

## Elenco
- Jeff Chandler ....... brig. Frank D. Merrill
- Ty Hardin ....... 2º-tte. Lee Stockton
- Peter Brown ....... Bullseye
- Andrew Duggan ....... cap. Abraham Lewis Kolodny
- Will Hutchins ....... Chowhound
- Claude Akins ....... sgt. Kolowicz
- Luz Valdez ....... garota
- John Hoyt .......gen. Joseph Stilwell
- Charlie Briggs ....... Muley
- Chuck Roberson ....... oficial
- Chuck Hayward ....... oficial
- Jack C. Williams ....... médico
- Chuck Hicks ....... cabo Doskis
- Vaughan Wilson ....... Bannister
- Pancho Magalona ....... Taggy}}